# Gerhard Wiltfang
Gerhard Wiltfang –conocido como Gerd Wiltfang– (Stuhr, 27 de abril de 1946–Thedinghausen, 1 de julio de 1997) fue un jinete alemán que compitió en la modalidad de salto ecuestre.
Participó en los Juegos Olímpicos de Múnich 1972, obteniendo una medalla de oro en la prueba por equipos (junto con Fritz Ligges, Hartwig Steenken y Hans Günter Winkler).
Ganó dos medallas en el Campeonato Mundial de Saltos Ecuestres, oro en 1978 y plata en 1982, y cinco medallas en el Campeonato Europeo de Saltos Ecuestres entre los años 1977 y 1983.

## Palmarés internacional
| Juegos Olímpicos   | Juegos Olímpicos        | Juegos Olímpicos  | Juegos Olímpicos |
| Año                | Lugar                   | Medalla           | Categoría        |
| ------------------ | ----------------------- | ----------------- | ---------------- |
| 1972               | Múnich (RFA)            | Medalla de oro    | Por equipos      |
| Campeonato Mundial |                         |                   |                  |
| Año                | Lugar                   | Medalla           | Categoría        |
| 1978               | Aquisgrán (RFA)         | Medalla de oro    | Individual       |
| 1982               | Dublín (Irlanda)        | Medalla de plata  | Por equipos      |
| Campeonato Europeo |                         |                   |                  |
| Año                | Lugar                   | Medalla           | Categoría        |
| 1977               | Viena (Austria)         | Medalla de bronce | Por equipos      |
| 1979               | Róterdam (Países Bajos) | Medalla de oro    | Individual       |
| 1979               | Róterdam (Países Bajos) | Medalla de plata  | Por equipos      |
| 1981               | Múnich (RFA)            | Medalla de oro    | Por equipos      |
| 1983               | Hickstead (Reino Unido) | Medalla de bronce | Por equipos      |